# Hrabstwo Fallon
Hrabstwo Fallon (ang. Fallon County) – hrabstwo w stanie Montana w Stanach Zjednoczonych. Obszar lądowy hrabstwa obejmuje powierzchnię 1620,33 mil² (4196,63 km²). Według szacunków United States Census Bureau w roku 2009 miało 2725 mieszkańców. Siedzibą hrabstwa jest Baker.

## Miasta
- Baker
- Plevna